# KR Haukar
El KR Haukar es un equipo de fútbol de Islandia que juega en la 2. deild karla, la tercera división nacional.

## Historia
Fue fundado en el año 1979 en la ciudad de Hafnarfjörður como la sección de fútbol del Haukar inicialmente como equipo aficionado, pero que en el siglo XXI tuvo un progreso importante que lo llevó a jugar en la Urvalsdeild Karla en la temporada 2010 por primera vez en 31 años de historia, pero sin poder jugar en su sede, por lo que sus partidos de local los jugaron en la capital Reykjavík.
El equipo descendío tras una temporada por un punto de diferencia para la salvación. El 16 de mayo de 2012 Haukar vencío al Snæfell 31-0 en la Copa de Islandia.

## Palmarés
- 2. deild karla (2): 2001, 2007
- 3. deild karla (2): 1989, 2000